# 1987 în jocuri video
Acest articol prezintă evenimente importante legate de jocuri video din anul 1987. Vezi și istoria jocurilor video.

## Evenimente

Sigla jocului Zelda II - The Adventure of Link

Yokai Douchuuki a fost primul joc arcade pe 16 biți creat de Namco.

În 1987 au apărut mai multe sequel-uri și prequel-uri în jocurile video, cum ar fi Castlevania II, Dragon Quest II, Final Lap sau Zelda 2, împreună cu titluri noi ca After Burner, Contra, Double Dragon, Final Fantasy, Metal Gear, Operation Wolf, Phantasy Star, Shinobi, Street Fighter sau The Last Ninja. The Legend of Zelda a fost distribuit și în afara Japoniei.
Jocul arcade cu cele mai mari încasări a fost Out Run de la Sega. Cel mai bine vândut sistem de jocuri pentru acasă a fost  Nintendo Entertainment System (Famicom) pentru al patrulea an consecutiv. Cel mai bine vândut joc video pentru acasă din 1987 în Japonia a fost Dragon Quest II: Akuryō no Kamigami, în timp ce cele mai bine vândute jocuri video pentru acasă pe piețele occidentale au fost The Legend of Zelda în Statele Unite și Out Run în Regatul Unit.

### Lansări importante
- 27 ianuarie — Dragon Quest II este lansat în Japonia pentru NES.
- 7 iulie — Konami Corporation lansează Metal Gear în Japonia ,
- 22 august/ 27 noiembrie — Nintendo lansează The Legend Of Zelda în America și Europa. A fost prima dintre cele mai de succes serii de jocuri ale companiei.
- 26 septembrie — Castlevania pentru Famicom Disk System
- 17 decembrie — Capcom lansează primul joc al seriei Mega Man.
- 18 decembrie — Squaresoft lansează seria Final Fantasy în Japonia.
- 20 decembrie — Phantasy Star apare pe Sega Master System
- Namco lansează Wonder Momo, ultimul lor joc pe 8 biți, Yokai Douchuuki, primul lor joc pe 16 biți, Dragon Spirit, Blazer, Quester, Pac-Mania, Galaga '88 și Final Lap.
- Konami lansează Contra.
- Taito Corporation lansează Double Dragon.

- LucasArts lansează Maniac Mansion, primul joc ce folosea motorul grafic SCUMM, o inovație a înterfeței jocurilor de aventură point-and-click.
- FTL Games lansează Dungeon Master.
- Incentive Software lansează Driller un moment important în istoria jocurilor 3D.
- Ocean Software lansează Head Over Heels, un joc video de aventură izometric ce ajunge să se bucure de o popularitate imensă.

### Hardware
- Namco dezvoltă placa arcade Namco System 1
- La sfârșitul anului, Namco lansează placa arcade Namco System 2
- 30 octombrie — NEC lansează consola PC Engine în Japonia.
- Acorn lansează computerul Acorn Archimedes.
- Atari Corp. XE și consola (XEGS).
- Sega Master System lansat în Japonia.
- Standardul VGA dezvoltat pentru linia nouă de produse ale firmei IBM a făcut PC-ul capabil să afișeze grafică în 256 de culori.
- AdLib a stabilit un standard implicit pentru plăci de sunet cu ajutorul plăcilor fabricate de ei (bazate pe chip-ul de sunet Yamaha YM3812). Acest standard va dura până în 1989 când firma Creative Labs lansează Sound Blaster.

### Companii
- Companii noi: Maxis, Gametek Inc., Apogee Software, Ltd., Empire Interactive PLC
- Activision cumpără Infocom
- Electronic Arts cumpără Batteries Included
- Electric Transit se închide
- Atari Games (aparținea de Warner Communications) creează divizia Tengen
- Președintele SSI, Joel Billings cumpără licența jocurilor de rol Dungeons and Dragons.

### Reviste
În 1987, au apărut nouă numere  ale revistei Computer Gaming World. Revistele conțin articole lungi despre companii precum Epyx, Infocom și Electronic Arts precum și recenzii și avanpremiere ale jocurilor Starflight, Wizardry IV: The Return of Werdna și Ultima V: Warriors of Destiny.